# Lola Angst
Lola Angst is een electro-act afkomstig uit Duitsland. Hun muziek is een combinatie van EBM, electro, darkelectro en synthipop.
Lola Angst is de naam van het orgel dat op het podium staat. Het orgel is 300 kg zwaar en heeft 36 orgelpijpen. Tijdens optredens spuwt het vuur. 
De band is een reactie op het soms doorgeslagen zwarte gedoe bij gothic-acts op het podium. Hun teksten  steken ook de draak met de Gothic scene. Ondanks hun afzetten tegen de gothic scene zijn ze zeer geliefd onder de gothics.
Lola Angst staat onder contract bij bekende Duitse elektronicalabel Out of line. In 2007 traden ze op op het M'era luna-festival in Hildesheim, Duitsland. Dit jaar zullen ze op het Nederlandse Summer Darkness spelen.

## Bandleden
- Alexandar Goldmann
- Reiner Schirner

Live worden ze bijgestaan door twee Ballerina's Cristina Voce en Anastasja Yakymenko

## Discografie
- The Council of Love (2006)
- Schwarswald (2007)
- Viva La Lola (2009)

## Extern
- https://web.archive.org/web/20120615050024/https://www.lola-angst.de/
- http://www.myspace.com/lolaangst